# リタ・サルキシャン
リタ・サルキシャン（Rita Aleksandri Sargsyan、アルメニア語：Ռիտա Ալեքսանդրի Սարգսյան、1962年3月6日–2020年11月20日）は、アルメニア共和国の音楽教師である。1983年に政治家セルジ・サルキシャンと結婚し、娘2人をもうけた。セルジがアルメニア共和国の大統領を務めた2008年4月9日から2018年4月9日の間、同国のファーストレディであった。

## 生涯
アゼルバイジャン・ソビエト社会主義共和国のナゴルノ・カラバフ自治州、州都ステパナケルトの出身。軍人の家に生まれ、成長後は音楽教師の道に進んで幼稚園で教えていた。
リタはアルメニアに引っ越した後は、職に就かなかった。1983年にセルジ・サルキシャンと結婚し、2人の娘と4人の孫をもうけた。
夫セルジは政治家で、第2代アルメニア共和国大統領ロベルト・コチャリャンの支持を背景に2008年の大統領選挙に出馬した。対立候補の初代大統領レヴォン・テル＝ペトロシャンに勝利し、2008年4月9日に同国の第3代大統領に就任した。ファーストレディとなったリタは社会事業に取り組み、重病に苦しむ子供たちの支援、障がい者の待遇改善や実情の視察などの活動を行った。彼女は2018年4月9日まで、同国のファーストレディであった。
2020年11月16日、リタの新型コロナウイルス感染症（COVID-19）による入院と重篤な症状が伝えられた。同年11月20日、リタは死去した。同国の首相ニコル・パシニャンは「彼女は、国内での文化的な生活を育てることを目的として、価値ある社会的で公衆的な活動を導きました」と哀悼の意を述べた。同国の第4代大統領アルメン・サルキシャンは、弔意を表すためにセルジを個人的に訪問している。